# Лулим (притока Кепа)
Лули́м — річка в Росії, права притока Кепа. Протікає територією Удмуртії (Балезінський район).
Річка починається за 2 км на північний захід від села Андрейшур. Протікає спочатку на північний захід, потім плавно повертає на північний схід, потім знову плавно повертає на північний захід. Впадає до Кепа на території села Тукташ. Береги річки заліснені — лівий на всьому протязі, правий окрім середньої течії. Приймає декілька дрібних приток.
Над річкою не розташовано населених пунктів. В середній течії річку перетинає автодорога Воєгурт-Андрейшур.